# Antenore (scultore)

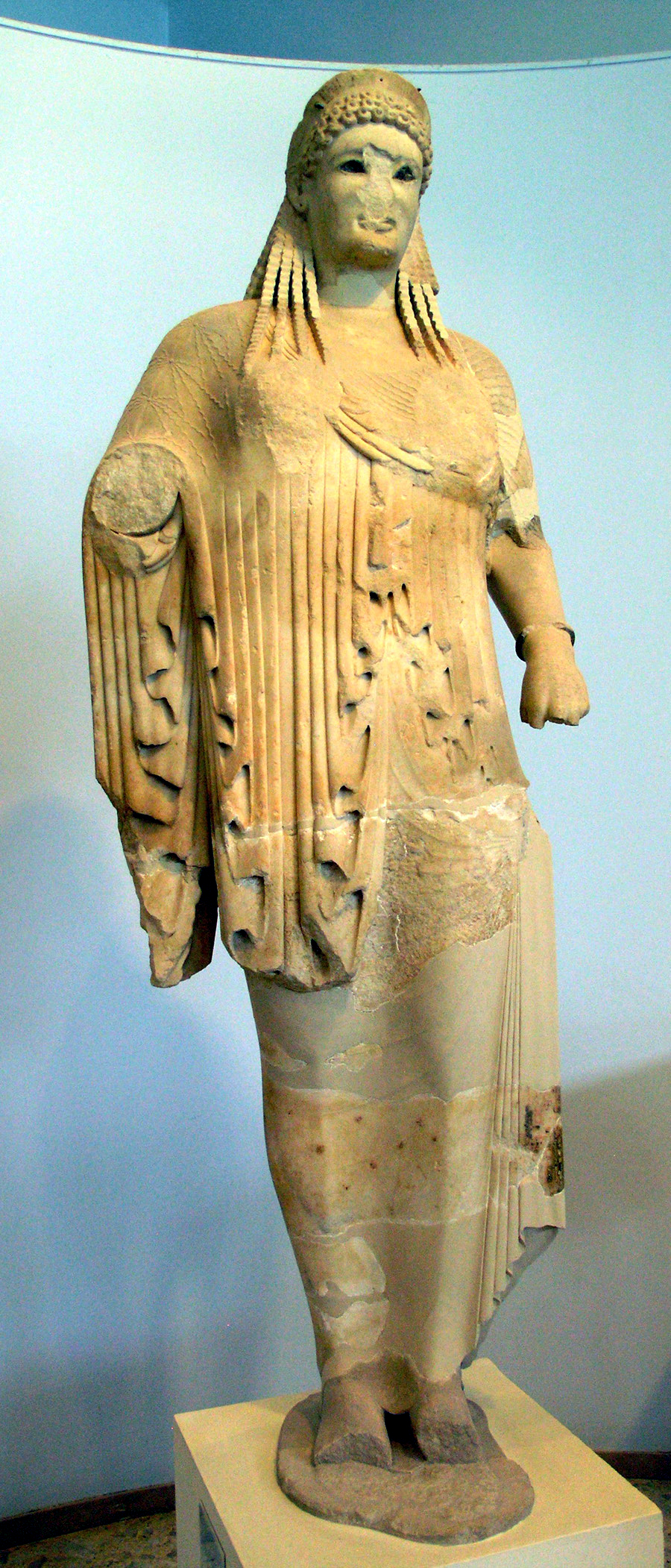
Kore di Antenore

Antenore o Antenor (in greco Ἀντήνωρ Antḕnōr; Atene, VI secolo a.C. – ...) è stato uno scultore greco antico, attivo tra il 530 e il 510 a.C.

## Biografia
La figura di Antenor è una delle poche dell'epoca arcaica ad emergere con una certa chiarezza, attestata da fonti letterarie ed epigrafiche. Il padre, come si legge sulla base della sua opera più nota ovvero la kore Acropolis 681, sembra essere stato il pittore Eumares, ricordato da Plinio il Vecchio di cui ci resta una dedica per un'offerta fatta sull'acropoli di Atene datata circa 520 a.C. Resta anche parte del nome del fratello di Antenore, anch'egli scultore.

## Opere

### Primo monumento ai Tirannicidi
Pausania (Paus. 1.8.5) ricorda Antenor come autore del perduto gruppo bronzeo dei Tirannicidi Armodio e Aristogitone, che uccisero Ipparco, nel 514 a.C. L'opera venne posta nell'agorà ateniese e divenne il simbolo della libertà. Questo gruppo fu trafugato dai Persiani durante l'occupazione di Atene nel 480 a.C. (vedi Guerre Persiane) e restituito agli ateniesi da Alessandro Magno (secondo lo storico Arriano) o da Seleuco I Nicatore (secondo lo scrittore romano Valerio Massimo).
La datazione dell'opera è posta generalmente intorno al 510 a.C., ma alcuni studiosi, tra i quali il Raubitschek, hanno avanzato l'ipotesi che possa essere datata ad un'epoca immediatamente posteriore alla battaglia di Maratona.

### Kore dell'acropoli di Atene
L'unica sua opera rimasta in buono stato di conservazione è la maestosa kore, conservata nel Museo dell'Acropoli ad Atene. Scolpita da Antenore per il vasaio Nearchos che la dedicò ad Atena è la più grande delle korai a noi giunte; il confronto con le figure femminili del frontone orientale del Tempio di Apollo a Delfi sembra supportare l'attribuzione che è stata da alcuni studiosi posta in dubbio. L'imponenza della figura e il trattamento a spigolo delle pieghe del panneggio sembrano elementi stilistici tipici di un bronzista quale era l'autore del monumento ai Tirannicidi. La kore è datata tra il 530 e il 520 a.C., anteriormente al frontone di Delfi.

### Altre attribuzioni
Sono stati attribuiti alla bottega di Antenor, come già accennato, i frontoni del tempio di Apollo a Delfi, costruito dopo la morte di Ipparco (Herodoto 5.62) e finanziato dalla famiglia degli Alcmeonidi in esilio. Il Karouzos, in un lavoro del 1961 sul kouros di Aristodikos avvicina quest'opera ad Antenor insieme alla kore di Euthydikos e alla kore Acropolis 673.